# Kaapverdische strijdkrachten

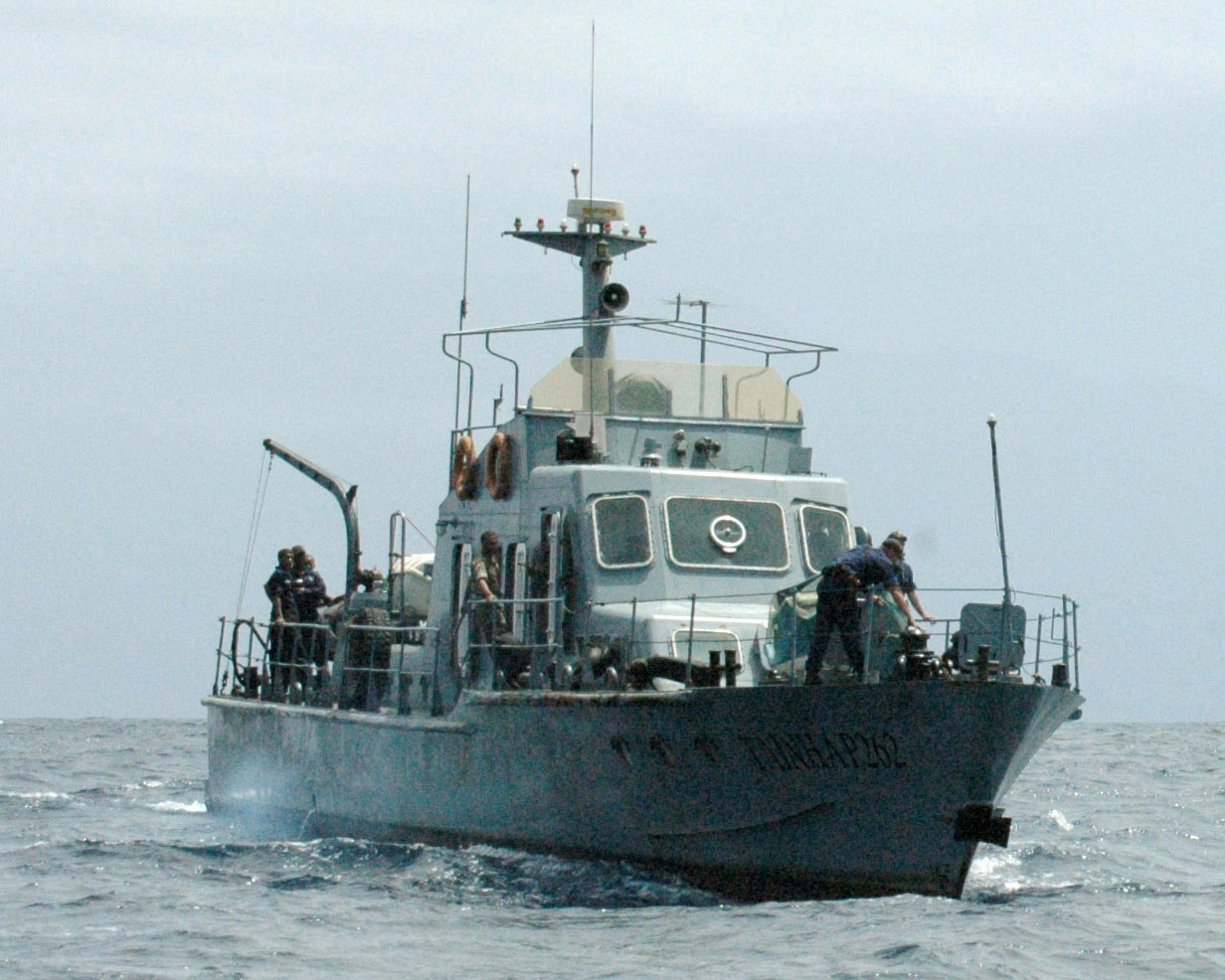
Schip van de Kaapverdische kustwacht

De Kaapverdische strijdkrachten bestaan uit een leger en een kustwacht.
Het leger heeft zijn eigen luchtcontingent. Na personeelstraining door de Sovjet-Unie in 1982 werden drie Antonov An-26 vliegtuigen afgeleverd aan Kaapverdië. Dit zijn de enige militaire vliegtuigen in gebruik bij het land. Deze drie vliegtuigen zijn in 1991 aangevuld met een Dornier Do 228 uitgerust voor kustwachttaken. Eind jaren 1990 kwam daar ook nog een Embraer EMB-110 bij, ook voor maritieme operaties.